# Anomis fractifera
Anomis fractifera là một loài bướm đêm trong họ Erebidae.